# Sierra de sable

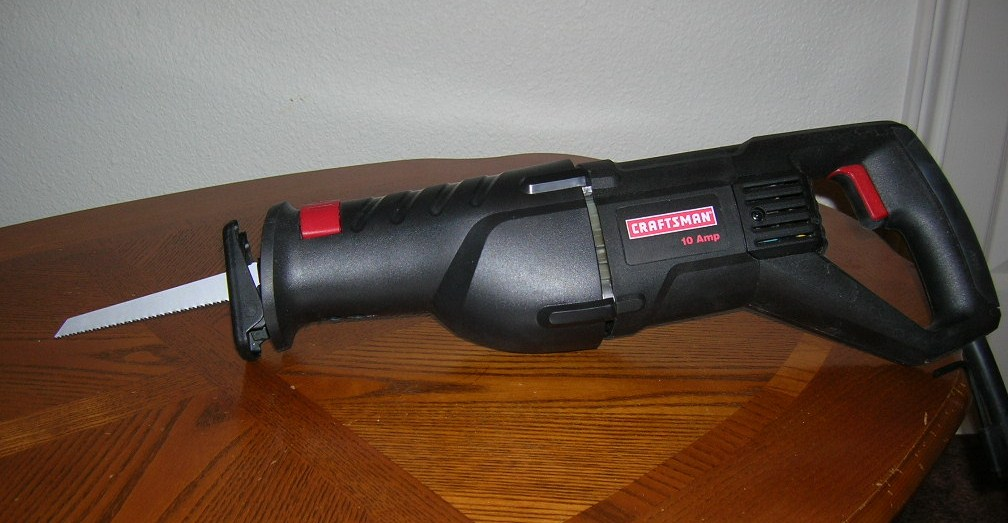
Ejemplo de sierra de sable de velocidad variable

Una sierra de sable es un tipo de sierra accionada por un mecanismo en el que la acción de corte se logra mediante un movimiento "alternado" de la hoja "de empuje y tracción". El término se aplica habitualmente a un tipo de sierra utilizado en trabajos de construcción y carpintería.

## Descripción

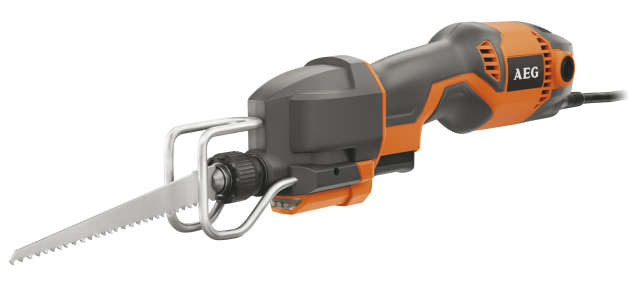
Sierra de sable AEG

Este tipo de sierra, tiene una hoja grande que se asemeja a la de una sierra de vaivén eléctrica y un mango con una orientación que permite utilizar la sierra cómodamente en superficies verticales. El diseño típico de esta sierra tiene una base plana en la zona de corte de la hoja, similar a la de la mencionada sierra. El usuario sujeta o apoya esta base sobre la superficie a cortar de forma que se pueda contrarrestar la tendencia de la máquina a rebotar contra la superficie de corte mientras la hoja viaja a través de su recorrido.

## Diseño
Hay diseños dentro de una amplia gama de potencias, velocidades y características, desde modelos portátiles menos potentes que suelen tener forma de taladro inalámbrico, hasta modelos con cables de alta potencia y alta velocidad diseñados para trabajos pesados de construcción y demolición. Las sierras de sable modernas casi todas poseen velocidad variable, ya sea mediante la sensibilidad del disparador o mediante un botón. Otra característica que se ha convertido en importante para el uso de estas sierras es la inclusión de una acción orbital. Esta acción consiste en hacer oscilar el recorrido arriba y abajo (perpendicular al movimiento de corte) haciendo que la punta de la hoja se mueva en un recorrido ovalado, hacia arriba y hacia abajo y hacia delante y hacia atrás. Esta característica se emplea principalmente para serrar madera, permitiendo cortes rápidos.

## Usos

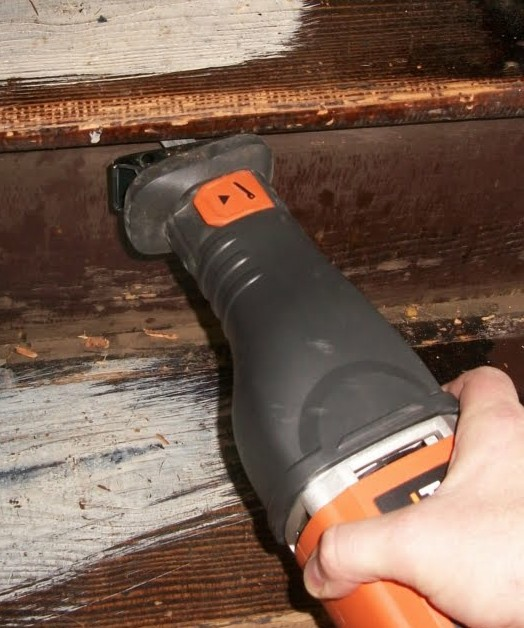
Las sierras de sable tienen muchos usos; aquí se muestra un cortante los burletes difíciles de sacar en una escalera

Una sierra de sable es una herramienta popular que utilizan para instalar de ventanas, los trabajadores de la construcción así como los servicios de rescate de emergencia. Hay disponibles variantes y accesorios para usos especializados, tales como pinzas y hojas largas para cortar tuberías grandes.
Existen hojas disponibles para una gran variedad de materiales y usos. Entre los tipos más habituales se encuentran: hojas para cortar metal, madera, materiales compuestos, paneles de yeso y otros materiales. Muchos de estos tipos de hojas tienen una gran variedad de diseños de dientes destinados a propósitos especiales, tales como cortar ramas de árboles, trabajos de demolición, corte limpio o materiales contaminados. Las hojas recubiertas abrasivas también están disponibles para materiales duros como el azulejo y la piedra.
Básicamente una sierra de sable permite hacer lo que hacen otras sierras que cortan con un movimiento de vaivén. Esto incluye:
- Sierra de vaivén eléctrica
- Sierra de marquetería
- Sierra de calar
- Sierra para metales

Las herramientas de movimiento alternativo también se encuentran en cirugía y cirugía dental, en las que se utilizan en operaciones que requieren cortar o triturar huesos.

## Mecanismo

Funcionamiento de uno de los tipos de mecanismo de una sierra de sable

La acción recíproca puede generarse de diversas maneras. Se puede utilizar una unidad de manivela, un yugo escocés, una unidad de tipo Swashplate,  una leva cautiva o excéntrica, una leva de tubo,  o cualquier otra unidad rotativa no lineal. Las herramientas modernas se construyen con variantes de todos estos mecanismos.
Los accionamientos de leva excéntrica y biela-manivela necesitan contrapesos de equilibrio para reducir las vibraciones en el plano del elemento giratorio y pueden mostrar aún vibraciones que son desagradables para el usuario y que pueden acarrear dificultades para controlar la herramienta. El mecanismo de placa de palanca tiene la ventaja de tener poca rotación desequilibrada, de manera que la vibración principal está alineada con la hoja, i de este modo, generalmente, se puede controlar presionando con fuerza la base de la herramienta contra la superficie de trabajo. 